# Verteilungsdiagramm
| Strukturdiagramme der UML      |
| ------------------------------ |
| Klassendiagramm                |
| Komponentendiagramm            |
| Kompositionsstrukturdiagramm   |
| Objektdiagramm                 |
| Paketdiagramm                  |
| Profildiagramm                 |
| Verteilungsdiagramm            |
| Verhaltensdiagramme der UML    |
| Aktivitätsdiagramm             |
| Anwendungsfalldiagramm         |
| Interaktionsübersichtsdiagramm |
| Kommunikationsdiagramm         |
| Sequenzdiagramm                |
| Zeitverlaufsdiagramm           |
| Zustandsdiagramm               |

Ein Verteilungsdiagramm (englisch deployment diagram) ist eine der 14 Diagrammarten in der Unified Modeling Language (UML), einer Modellierungssprache für Software und andere Systeme. Das Verteilungsdiagramm gehört zu den Diagrammen der statischen Modellierung. Das Verteilungsdiagramm ist ein Strukturdiagramm und zeigt eine Sicht auf das modellierte System, bei der die Verteilung von Rechnerknoten, Komponenten, Artefakten, Ausprägungsspezifikationen, Verbindungen und Verteilungsbeziehungen dargestellt wird.

## Beispiel

Beispiel eines Verteilungsdiagramms